# Dyrektywa Rady 98/83/WE z dnia 3 listopada 1998 r. w sprawie jakości wody przeznaczonej do spożycia przez ludzi
Dyrektywa Rady 98/83/WE z dnia 3 listopada 1998 r. w sprawie jakości wody przeznaczonej do spożycia przez ludzi – dyrektywa Unii Europejskiej regulująca wymogi stawiane wodzie pitnej. Dyrektywa ta zastąpiła wcześniejszą dyrektywę nr 80/778/EWG. Zgodnie z definicją zawartą w dyrektywie, woda przeznaczona do spożycia oznacza wodę w stanie pierwotnym lub po uzdatnieniu przeznaczoną do picia, gotowania, przygotowywania żywności lub innych celów domowych. Tak rozumiana woda może zarówno oznaczać wodę dostarczaną za pośrednictwem wodociągów, jak i w różnego rodzaju pojemnikach takich jak butelki czy cysterny. Może również oznaczać wodę wykorzystywaną w przemyśle spożywczym. Ze względu na obowiązywanie odrębnych przepisów dotyczących naturalnych wód mineralnych (dyrektywa 2009/54/WE) i wody wchodzącej w skład leków, dyrektywa nie ma do nich zastosowania. Kraje członkowskie mogą również nie stosować przepisów wynikających z dyrektywy wobec wody przeznaczonej do spożycia dostarczanej w stosunkowo małej ilości (średnio mniej niż 10 m³ na dobę lub dla mniej niż 50 osób).

## Normy jakości
Ogólne minimalne wymagania jakości wody przeznaczonej do spożycia wskazane przez dyrektywę to praktyczny brak jakichkolwiek mikroorganizmów, pasożytów oraz substancji mogących zagrozić zdrowiu ludzi. Mogą one wystąpić jedynie w liczebności lub stężeniu niegroźnym. Ponadto w przypadku wybranych organizmów i substancji dyrektywa podaje dopuszczalne wartości graniczne ich zagęszczenia lub stężenia. Normy te ma spełniać woda bezpośrednio przeznaczona do spożycia, a więc wypływająca z kranu, chyba że spożywana jest woda bezpośrednio pozyskiwana ze zbiornika. Normy te dotyczą również wody przed jej zabutelkowaniem. 
Normy jakości wskazane przez dyrektywę dotyczą następujących bakterii: 
- Escherichia coli
- enterokoki
- Pseudomonas aeruginosa – w przypadku wód butelkowanych[1].

Zagęszczenie tych bakterii powinno być nie większe niż 0 na 100 ml wody, a w przypadku wody butelkowanej wymogi są bardziej rygorystyczne, bo wymagane jest zagęszczenie nie większe niż 0 osobników na 250 ml. Natomiast w przypadku Pseudomonas aeruginosa dopuszczalne jest pojawianie się 100 kolonii na 1 ml w hodowli o temperaturze 22°C i 20 kolonii w temperaturze 37°C.
Wartości dopuszczalne dla substancji chemicznych to:
- amid kwasu akrylowego 0,10 μg/l
- antymon 5,0 μg/l
- arsen 10 μg/l
- benzen 1,0 μg/l
- benzo[a]piren 0,010 μg/l
- bor 1,0 mg/l
- bromiany(V) 10 μg/l
- kadm 5,0 μg/l
- chrom 50 μg/l
- miedź 2,0 mg/l
- cyjanki 50 μg/l
- 1,2-dichloroetan 3,0 μg/l
- 2-(chlorometylo)oksiran (epichlorohydryna) 0,10 μg/l]
- fluorki 1,5 mg/l
- ołów 10 μg/l
- rtęć 1,0 μg/l
- nikiel 20 μg/l
- azotany(V) 50 mg/l (przy czym musi być zachowany warunek: stężenie azotanów(V)/50 + stężenienie azotanów(III)/3 ≤ 1)
- azotany(III) 0,50 mg/l
- pestycydy – ogółem 0,50 μg/l, każdy z osobna 0,10 μg/l
  - aldryna 0,030 μg/l
  - dieldryna 0,030 μg/l
  - heptachlor 0,030 μg/l
  - epoksyd heptachloru 0,030 μg/l
- wielopierścieniowe węglowodory aromatyczne (suma następujących: benzo[b]fluoranten, benzo[k]fluoranten, benzo[g,h,i]perylen, indeno[1,2,3-cd]piren) 0,10 μg/l
- selen 10 μg/l
- tetrachloroeten i trichloroeten (suma) 10 μg/l
- trihalogenometany (suma następujących: trichlorometan, tribromometan, dibromochlorometan, bromodichlorometan) 100 μg/l
- chlorek winylu 0,50 μg/l[1].

Ponadto należy monitorować kolejne parametry, ale przekroczenie ich wartości wskazanych w dyrektywie jest sygnałem do podjęcia środków zaradczych, natomiast nie dyskwalifikuje samej wody. Są to: stężenie glinu, jonów amonowych, chlorków, żelaza, manganu, siarczanów, sodu, zawartość ogólnego węgla organicznego, zawartości jonów H+ (kwasowości w skali pH), barwa, przewodność elektrolityczna, zapach, utlenialność, smak, mętność, aktywność promieniotwórcza trytu, dawka promieniowania jonizującego oraz zagęszczenie bakterii z grupy coli i Clostridium perfringens.
Dyrektywa wskazuje częstotliwość monitorowania jakości wody pitnej, uzależniając ją od ilości dostarczanej do odbiorców. Część zapisów tej dyrektywy jest wykorzystywana przez ramową dyrektywę wodną. 
Mimo że normy ustalone w dyrektywie 80/778/EWG i 98/83/WE odnoszą się do wody przeznaczonej do spożycia, w niektórych krajach są używane jako środowiskowe normy jakości dla stanu ekologicznego wód, co nie ma uzasadnienia merytorycznego.

## Procedura
Dyrektywa ta zastąpiła wcześniejszą dyrektywę Rady 80/778/EWG z dnia 15 lipca 1980 r. Od czasu opublikowania była nowelizowana w latach 2003, 2009 i 2015. Stosowano również odstępstwa czasowe dla państw wchodzących do Unii Europejskiej.
W związku z potrzebą nowelizacji dyrektywy powstała inicjatywa obywatelska „Right2Water” („Prawo do Wody”) będąca pierwszą Europejską Inicjatywą Obywatelską. W czasie składania jej postulatów do Komisji Europejskiej w grudniu 2013, podpisało się pod jej głównym postulatem ponad 1,8 miliona osób. Tym postulatem było zobowiązanie instytucji unijnych oraz krajowych do zapewnienia mieszkańcom prawa do wody i kanalizacji oraz wezwanie tych instytucji do zwiększenia wysiłków do tego prowadzących. Jest on podstawą artykułu 13 proponowanej nowej dyrektywy. Jednocześnie budzi on kontrowersje i w czasie jego prezentacji w połowie 2018 przez KE ministrom krajów członkowskich, część z nich sprzeciwiła się, uważając, że tego typu regulacje wykraczają poza kompetencje Komisji Europejskiej i powinny zostać na poziomie krajowym. W samym Parlamencie Europejskim część posłów prezentowała pogląd, że nie powinno to być w ogóle uwzględniane w dyrektywie, część, że dostęp powinien być powszechny i darmowy, a reszta zajmowała stanowisko pośrednie. W projekcie zmiany dyrektywy pojawiły się również propozycje zmieniające zakres jej obowiązywania wobec wód butelkowanych, jako że w zasadzie podlegają one przepisom o bezpieczeństwie żywności (rozporządzenie WE nr 178/2002), z drugiej zaś strony wody źródlane powinny być objęte przepisami tej dyrektywy. Część zmian ma na celu większą spójność z wytycznymi Światowej Organizacji Zdrowia.